# Khalid Naciri
Khalid Naciri (Casablanca, 5 de março de 1946 – Rabat, 5 de abril de 2023) foi um político e advogado marroquino que serviu como ministro das comunicações e porta-voz do governo de seu país de 2007 a 2012.
Ele formou-se em direito no ano de 1969 pela Faculdade de Direito de Casablanca e, em 1970, faz pós-graduação em ciência política na faculdade de Rabat. Em 1983, ele defendeu uma tese de doutorado em direito público pela Universidade de Paris II, onde recebeu as honras.

## Morte
Naciri morreu em 5 de abril de 2023, aos 77 anos, em Rabat.